# NGC 185
NGC 185 ist eine elliptische Zwerggalaxie mit aktivem Galaxienkern in der Lokalen Gruppe und ist schätzungsweise 2,3 Millionen Lichtjahre von der Milchstraße entfernt. Sie ist eine Begleitgalaxie des Andromedanebels und bildet zusammen mit NGC 147 ein gravitativ gebundenes Galaxienpaar.
Das Objekt wurde am 30. November 1787 von Wilhelm Herschel entdeckt.